# Здравко Мандић
Здравко Мандић (Стригова, Поткозарје, Краљевина Југославија, 1935 — Нови Сад, Србија 16. август 2012) био је српски сликар акварела.

## Биографија
Академију ликовних уметности завршио је у Београду у класи професора Зорана Петровића, а магистрирао на истој Академији у класи професора Мила Милуновића 1965. године. Члан Удружења ликовних уметника Србије (УЛУС) био је од 1963. године.
У Зрењанин се доселио 1965. године. Четири године касније запослио се у Савременој галерији у Зрењанину, где је на месту директора био од 1974. до одласка у пензију, 1994. године. Један је од оснивача Ликовне колоније Ечка. Укупно је приредио преко 150 самосталних изложби.
Дела му се налазе у галеријама и у приватним колекцијама широм света.
Године 2010. обележио је педесет година рада.
Преминуо је 16. августа 2012. године у Новом Саду.

## Легат у Новим Козарцима
Године 1989. Здравко Мандић поклонио је колекцију од 24 ретроспективне слике Народном музеју Кикинда, уз услов да колекција буде стално изложена у Новим Козарцима. Временом је аутор повукао 7 слика, тако да легат броји 17 радова. Легат је смештен у Уметничкој галерији Здравко Мандић у Новим Козарцима.

## Награде
Добио је више престижних награда за сликарство у земљи и иностранству, а најзначајније су му Масарикова награда у Прагу, Велика награда на Бијеналу југословенског акварела у Карловцу, награда на Тринаестоновембарском салону на Цетињу и многе друге. Године 2001. добио је Награду Сава Шумановић.